# شهرستان تروسنیانسکی
شهرستان تروسنیانسکی (به لاتین: Trosnyansky District) یک شهرستان در روسیه است که در استان اریول واقع شده‌است.